# Lista de vereadores de Euclides da Cunha da 8.ª legislatura
Esta é a lista de vereadores de Euclides da Cunha para a legislatura 1973–1976.

## Vereadores
Das treze vagas em disputa, o placar foi de treze para a ARENA.
|    | Nome                              | Partido | Votos | Observações |
| -- | --------------------------------- | ------- | ----- | ----------- |
| 1  | Juviniano Gomes dos Santos        | ARENA   | 785   |             |
| 2  | Isaías Valério de Almeida         | ARENA   | 736   |             |
| 3  | João Ribeiro Gama                 | ARENA   | 713   |             |
| 4  | Antônio Batista de Carvalho       | ARENA   | 608   |             |
| 5  | Antônio Vieira Neto               | ARENA   | 587   |             |
| 6  | Ranulfo de Abreu Campos           | ARENA   | 571   |             |
| 7  | Jaime Amorim da Silva (1973-1976) | ARENA   | 550   |             |
| 8  | Evaristo Manoel da Costa          | ARENA   | 514   |             |
| 9  | José Dantas de Brito              | ARENA   | 491   |             |
| 10 | José Antônio da Silva             | ARENA   | 483   |             |
| 11 | Walter Ferreira de Macedo         | ARENA   | 466   |             |
| 12 | Tomé Pereira Alves                | ARENA   | 466   |             |
| 13 | João Carlos Félix                 | ARENA   | 361   |             |

## Legenda
| Cor  | Significado          |
| Bege | Presidente da Câmara |
| Azul | Suplente             |

## Composição das bancadas
| Partido | Líder | Bancada | Posição |
| ------- | ----- | ------- | ------- |
| ARENA   |       | 13 / 13 | Governo |

## Mesa Diretora
| Mesa Diretora (1973-1975) |                       |                       |         |                           |
| Nome                      | Início do mandato     | Fim do mandato        | Partido | Cargo                     |
| Jaime Amorim da Silva     | 31 de janeiro de 1973 | 31 de janeiro de 1975 | ARENA   | Presidente da Câmara      |
| Ranulfo de Abreu Campos   | 31 de janeiro de 1973 | 31 de janeiro de 1975 | ARENA   | Vice-presidente da Câmara |
| Antônio Vieira Neto       | 31 de janeiro de 1973 | 31 de janeiro de 1975 | ARENA   | 1º Secretário             |
| Evaristo Manoel da Costa  | 31 de janeiro de 1973 | 31 de janeiro de 1975 | ARENA   | 2º Secretário             |

| Mesa Diretora (1975-1977) |                       |                       |         |                           |
| Nome                      | Início do mandato     | Fim do mandato        | Partido | Cargo                     |
| Jaime Amorim da Silva     | 31 de janeiro de 1975 | 31 de janeiro de 1977 | ARENA   | Presidente da Câmara      |
| Ranulfo de Abreu Campos   | 31 de janeiro de 1975 | 31 de janeiro de 1977 | ARENA   | Vice-presidente da Câmara |
| Antônio Vieira Neto       | 31 de janeiro de 1975 | 31 de janeiro de 1977 | ARENA   | 1º Secretário             |
| Evaristo Manoel da Costa  | 31 de janeiro de 1975 | 31 de janeiro de 1977 | ARENA   | 2º Secretário             |